# Princess Peach: Showtime!
Princess Peach: Showtime! (プリンセスピーチ Showtime!?, Purinsesu Pīchi Shōtaimu!) è un videogioco action-adventure sviluppato da Good-Feel e pubblicato da Nintendo.  Il gioco è uscito il 22 marzo 2024 su Nintendo Switch.  È il secondo gioco a presentare la Principessa Peach come protagonista dopo Super Princess Peach del 2005.

## Trama
Uno dei Toad della principessa Peach riceve un volantino che pubblicizza spettacoli al Teatro Splendente.  Incuriosita, Peach decide di recarsi a teatro, accompagnata da due dei suoi Toad. Durante il loro soggiorno, una strega malvagia di nome Uva Spina e i suoi servi, la Compagnia dei Mosti, invadono e prendono il controllo del teatro, intrappolando molti visitatori all'interno dell'edificio, inclusa Peach, che perde la sua corona durante il trambusto. Peach incontra poi Stella, la custode del Teatro Splendente, e accetta di aiutarla a restaurare il teatro. Facendosi strada attraverso tutte le diverse scene, Peach e Stella lavorano per salvare i Teatrì, che sono le star di tutte le rappresentazioni teatrali. Dopo aver salvato tutti i Teatrì dalla Compagnia dei Mosti, Peach assume la forma di Peach Radiosa e affronta Uva Spina al piano inferiore del teatro, dove quest'ultima alla fine viene ridotta a nient'altro che la sua maschera. Tuttavia, Uva Spina riacquista il potere e si trasforma in una sua versione gigante, distruggendo il teatro nel processo. Con il supporto dei Teatrì, Peach e Stella riprendono a combattere Uva Spina e alla fine la sconfiggono, riportando così il teatro al suo stato originale. Durante la sequenza dei titoli di coda, Peach si esibisce con i Teatrì e si riunisce con i Toad, che le restituiscono la corona.

## Modalità di gioco
Il giocatore controlla la Principessa Peach e ha la capacità di interagire con oggetti e personaggi con l'aiuto di un fiocco senziente chiamato Stella. Stando su una piattaforma circolare, Peach acquisirà abilità speciali per adattarsi all'ambientazione di ogni gioco.  Le trasformazioni di Peach includono: Peach spadaccina, Peach detective, Peach pasticciera,  Peach kung fu, Peach ninja, Peach cowgirl, Peach pattinatrice sul ghiaccio, Peach ladra misteriosa, Peach sirena e Peach supereroina, ognuna con abilità uniche.